# Stefan Korioth
Stefan Korioth (* 12. Juni 1960 in Mülheim an der Ruhr) ist ein deutscher Rechtswissenschaftler.

## Leben
Korioth studierte Rechtswissenschaften an den Universitäten Mannheim, Heidelberg und Bonn, absolvierte in Hamburg sein Referendariat und 1990 die zweite juristische Staatsprüfung. Im selben Jahr wurde er an der Universität Bonn mit einer von Bernhard Schlink betreuten Arbeit zum Thema Integration und Bundesstaat. Ein Beitrag zur Staats- und Verfassungslehre Rudolf Smends zum Dr. jur. promoviert. Von 1990 bis 1996 arbeitete Korioth als wissenschaftlicher Assistent von Klaus Schlaich an der Universität Bonn. Im Februar 1996 habilitierte er sich mit dem Thema Der Finanzausgleich zwischen Bund und Ländern. Von 1996 bis 2000 war er Professor für Öffentliches Recht, Verfassungsgeschichte und Staatslehre an der Universität Greifswald. Seit 2000 hat er einen Lehrstuhl für Öffentliches Recht, insbesondere Kirchenrecht sowie Deutsches Staats- und Verwaltungsrecht an der Universität München inne.
Korioths Forschungsschwerpunkte liegen im Finanz- und Religionsverfassungsrecht, im Verfassungsprozessrecht und in der Verfassungsgeschichte. Er ist Autor von Lehrbüchern zum Bundesverfassungsgericht, zum Staatsorganisationsrecht, zur deutschen Verfassungsgeschichte und zum Staatskirchenrecht und regelmäßig als Gutachter und Prozessvertreter tätig, so zuletzt vor dem Bundesverfassungsgericht in Verfahren zu Prüfungsrechten des Bundesrechnungshofs, zum Zensus 2011 sowie zu Umfang und Grenzen des Frage- und Informationsrechts von Bundestagsabgeordneten. Er ist Mitglied der Vereinigung für Verfassungsgeschichte.

## Schriften
- Deutsche Verfassungsgeschichte. Mohr Siebeck, Tübingen 2023.
- mit Klaus Schlaich: Das Bundesverfassungsgericht. 10. Auflage. C.H. Beck, München 2015.
- Staatsrecht I – Staatsorganisationsrecht. 2. Auflage. Kohlhammer, Stuttgart 2014.
- mit Bernd Jeand’Heur: Grundzüge des Staatskirchenrechts. Boorberg, Stuttgart 2000.
- Der Finanzausgleich zwischen Bund und Ländern. Mohr Siebeck, Tübingen 1997.
- Integration und Bundesstaat. Ein Beitrag zur Staats- und Verfassungslehre Rudolf Smends. Duncker und Humblot, Berlin 1990.